# Силла, Фоде (футболист)
Фоде́ Санасси́ Силла́ (фр. Fodé Sanassy Sylla; родился 16 апреля 2006, Сен-Кантен) — французский футболист, полузащитник клуба «Ланс». В сезоне 2024/25 выступает за швейцарский клуб «Ивердон-Спорт» на правах аренды.

## Клубная карьера
Уроженец Сен-Кантена, Силла вырос в Рубе (пригороде Лилля). В возрасте 6 лет присоединился к футбольной академии клуба «Рубе Омниспорт», а через год стал игроком академии клуба «Ланс». В июне 2023 года подписал с «Лансом» свой первый профессиональный контракт.
Перед началом сезона 2024/25 отправился в аренду в швейцарский клуб «Ивердон-Спорт». 20 июля 2024 года дебютировал за «Ивердон-Спорт», выйдя на замену в матче швейцарской Суперлиги против «Цюриха». 5 апреля 2025 года забил первый в своей профессиональной карьере гол в матче швейцарской Суперлиги против «Янг Бойз».

## Карьера в сборной
Выступал за сборные Франции до 16, до 17, до 18 и до 19 лет.